# Code of Princess
Code of Princess (コード・オブ・プリンセス) est un jeu vidéo de type action-RPG développé par Studio Saizensen et édité par Agatsuma Entertainment, sorti en 2012 sur Nintendo 3DS, Windows et Nintendo Switch.

## Accueil
- Famitsu : 30/40 (3DS)[1]
- IGN : 6,9/10 (3DS)[2]